# Zwój Wojny

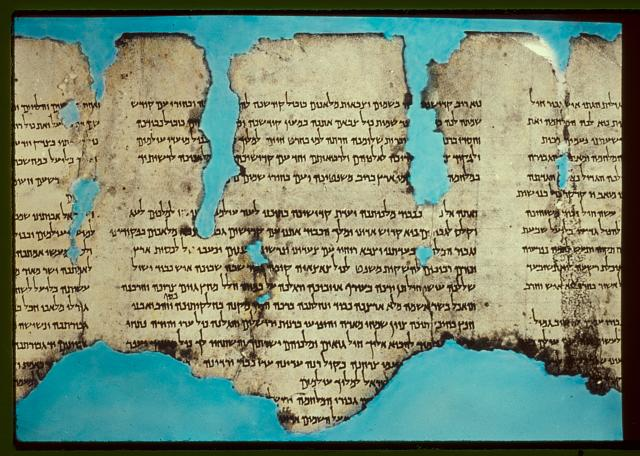
Fragment Zwoju Wojny

Zwój Wojny oznaczony jako 1QM, znany również jako „Wojna synów światłości z synami ciemności” – jeden z siedmiu pierwszych zwojów znad Morza Martwego odkrytych w Kumran w 1947 roku w grocie 1. Zawiera on 19 kolumn (pierwotnie było ich jednak co najmniej dwadzieścia), z których zachowało się pierwszych 14-19 linii z co najmniej 21-22. Rękopis został napisany w języku hebrajskim pismem kwadratowym z czasów Heroda. Jest on datowany na koniec I wieku p.n.e. lub na początek I wieku n.e. Zwój Wojny należy do dokumentów nieznanych przed odkryciem w Qumran.

## Historia zwoju
Zwój Wojny znalazł się wśród pierwszych zwojów odnalezionych przez Beduinów w Qumran. Beduini zainteresowali zwojami handlarza antyków z Betlejem. Ten skontaktował się z prof. Eleazarem Sukenikiem z Uniwersytetu Hebrajskiego z prośbą o ocenę, czy fragmenty te są wartościowe czy też są to falsyfikaty. Gdy handlarz dostarczył Sukenikowi trzy kompletne, jeszcze nie rozwinięte zwoje skórzane, zapisane pismem paleohebrajskim, profesor odkupił rękopisy z zamiarem ich dokładnej analizy. Okazało się, że pierwszy z nich zawierał tekst biblijnej Księgi Izajasza 1QIsab, drugi to komentarz (hebr. peszarim פשר, interpretacje, komentarze) do proroczej Księgi Habakuka, oznaczony 1QpHab, a trzecim był właśnie Zwój Wojny.
Zwój ten znajduje się obecnie w Jerozolimie w Sanktuarium Księgi należącym do Muzeum Izraela (HU 96.84/210).
W grocie 4 znaleziono siedem kolejnych fragmentów zwojów (4Q491-497) o podobnej treści, jednak powiązania pomiędzy 1QM a tymi tekstami nie są całkowicie jasne. Mogą one stanowić wcześniejszą wersję Zwoju Wojny lub też mogą to być materiały źródłowe, które posłużyły za podstawę napisania Zwoju Wojny.

## Opis
Na tle długiej tradycji biblijnej dotyczącej ostatecznej wojny w końcu dni (Księga Ezechiela rozdz. 38-39; Księga Daniela rozdz. 7-12) zwój jest napisany w nastroju manichejskim, zawiera więc urojenia antagonistyczne. Opisuje on siedem scen dualistycznej konfrontacji „synów światłości” (termin ten członkowie społeczności Qumran odnoszą do siebie), pod kierownictwem „Księcia Światła” (zwanego także Michałem, Archaniołem), i „synami ciemności” (określenie wrogów wspólnoty odnoszące się zarówno do Żydów jak i nie-Żydów), wspomaganych przez naród nazywany Kittim i kierowanych przez Beliala. Konfrontacja ta miała trwać 49 lat i zakończyć się zwycięstwem „synów światłości” oraz przywróceniem służby świątynnej i składania ofiar.
Zwój Wojny mógłby niemal stanowić regulamin walki starożytnej armii, gdyż precyzyjnie definiuje sposób ustawienia oddziałów, ich uzbrojenie, szczegóły uprzęży przy zbrojach, a nawet wiek wymagany dla żołnierzy służących w poszczególnych oddziałach. Opisuje również pole bitwy oraz manewry wojskowe, przez co przypomina hellenistyczne czy rzymskie instrukcje wojskowe. Było to pierwsze dzieło literackie poznane przez biblistów tak wyraźnie różniące się od konwencjonalnych tekstów hebrajskich.
Rękopis ten nie jest, ściśle rzecz biorąc, apokalipsą (czyli niebiańskim objawieniem), gdyż brakuje w nim pierwiastka „mesjańskiego”. Niektóre szczegóły, takie jak zaawansowany wiek bojowników i ich przywódców-kapłanów, wskazują na idealistyczny charakter wojny opisanej w manuskrypcie oraz przekazywanie fikcji literackiej. Niemniej jednak Zwój Wojny może rzeczywiście odzwierciedlać prawdziwe stosunki i napięcie polityczne w Judei pomiędzy Rzymianami a Żydami, które w rezultacie doprowadziło do wybuchu buntu w 66 n.e. Zwój rzuca również światło na występującą w Nowym Testamencie Księgę Objawienia, w której opisana ostateczna wojna również odbywa się pomiędzy siłami ziemskimi i niebiańskimi.